# اکس (فیلم ۱۹۹۷)
اکس (به انگلیسی: The Ex) یک فیلم سینمایی محصول مشترک کانادا و آمریکا در ژانر هیجان انگیز وابسته به عشق شهوانی محصول سال ۱۹۹۷ میلادی به کارگردانی مارک ال. لستر و با بازی ینسی باتلر و سوزی آمیس است. فیلمنامه براساس رمان سال ۱۹۹۶ توسط جان لوتز ساخته شده‌است.

## بازیگران
| بازیگر               | نقش                |
| -------------------- | ------------------ |
| یانسی باتلر          | دیدر کنیون         |
| سوزی امیس            | مولی کنیون         |
| نیک مانچوسو          | دیوید کنیون        |
| هامیش تیلدسلی        | مایکل کنیون        |
| جان نواک             | مایل               |
| راجر بارنز           | سام بلتزر          |
| بابز چولا            | دکتر لیلیان یوهانس |
| باری دبلیو لوی       | صریح               |
| کلر رایلی            | کارآگاه لنگ        |
| تام پیکت             | کنیون دومان        |
| آلیسون وارن          | منشی هتل           |
| آرلن بلکسترو         | همسایهٔ کناری       |
| باری 'خرس' هورتون    | دوچرخه             |
| جیسون لستر (بی‌سابقه) | کودک در پرسه زن    |

## تولید
فیلمبرداری در ونکوور و ریچموند، بریتیش کلمبیا و همچنین تورنتو ، انتاریو انجام شده‌است.